# Echinocereus pulchellus
Echinocereus pulchellus ist eine Pflanzenart in der Gattung Echinocereus aus der Familie der Kakteengewächse (Cactaceae). Das Artepitheton pulchellus leitet sich von der Verkleinerungsform des lateinischen  Wortes pulcher ab und bedeutet ‚hübsch‘.

## Beschreibung
Echinocereus pulchellus wächst in der Regel einzeln, schrumpft während der Trockenzeit und zieht sich dann in den Boden zurück. Die blaugrünen kugelförmigen Triebe sind 2 bis 13 Zentimeter lang und weisen ebensolche Durchmesser auf. Ihre Wurzeln sind verdickt. Es sind neun bis 17 weit voneinander entfernt stehende Rippen vorhanden, die leicht gehöckert sind. Die drei bis 14 Dornen sind nicht deutlich in Mittel- und Randdornen unterschieden. Sie sind mehrheitlich ausstrahlend, gelblich bis weißlich und werden im Alter dunkler. Die Dornen weisen eine Länge von 0,1 bis 1 Zentimeter auf.
Die breit trichterförmigen Blüten sind  rosa- bis magentafarben oder weiß. Sie erscheinen an den Seiten der Triebe, sind 3 bis 6 Zentimeter lang und erreichen Durchmesser von bis zu 8 Zentimeter. Die kleinen kugelförmigen Früchte sind bei Reife fast trocken und enthalten nur wenige Samen.

## Verbreitung, Systematik und Gefährdung
Echinocereus pulchellus ist in den mexikanischen Bundesstaaten Oaxaca, Hidalgo, Querétaro, San Luis Potosí, Zacatecas und Nuevo León auf grasigen Stellen in Höhenlagen von 1800 bis 2400 Metern verbreitet. In dem sehr großen Verbreitungsgebiet gibt es nur wenige Populationen in jeweils eng begrenzten Habitaten.
Die Erstbeschreibung als Echinocactus pulchellus durch Carl Friedrich Philipp von Martius wurde 1832 veröffentlicht. Francisco Seitz stellte die Art 1870 in die Gattung Echinocereus. Ein nomenklatorisches Synonym ist Cereus pulchellus (Mart.) Pfeiff. (1837). 
In der Roten Liste gefährdeter Arten der IUCN wird die Art als „Vulnerable (VU)“, d. h. als gefährdet geführt.

## Nachweise